# Cordioniscus stebbingi
Cordioniscus stebbingi är en kräftdjursart som först beskrevs av Patience 1907.  Cordioniscus stebbingi ingår i släktet Cordioniscus och familjen Styloniscidae. Utöver nominatformen finns också underarten C. s. boettgeri.